# 精濟
精濟（转写：Jingji；1645年1月14日（順治元年十二月十七）—1649年6月22日（順治六年五月十三）），滿洲愛新覺羅氏。禮烈親王代善第八子惠順親王祜塞次子，康良親王傑書之兄，母嫡福晉科爾沁博爾濟吉特氏。
順治三年（1646年）祜塞逝世，精濟承襲父親祜塞的爵位為鎮國公，同年晉封為多羅郡王。順治六年（1649年）逝世。朝廷賜予諡號「懷愍」。多羅郡王爵位由三弟傑書承襲。